# Oliarus sinica
Oliarus sinica är en insektsart som först beskrevs av Jacobi 1944.  Oliarus sinica ingår i släktet Oliarus och familjen kilstritar. Inga underarter finns listade i Catalogue of Life.